# John A. Miller

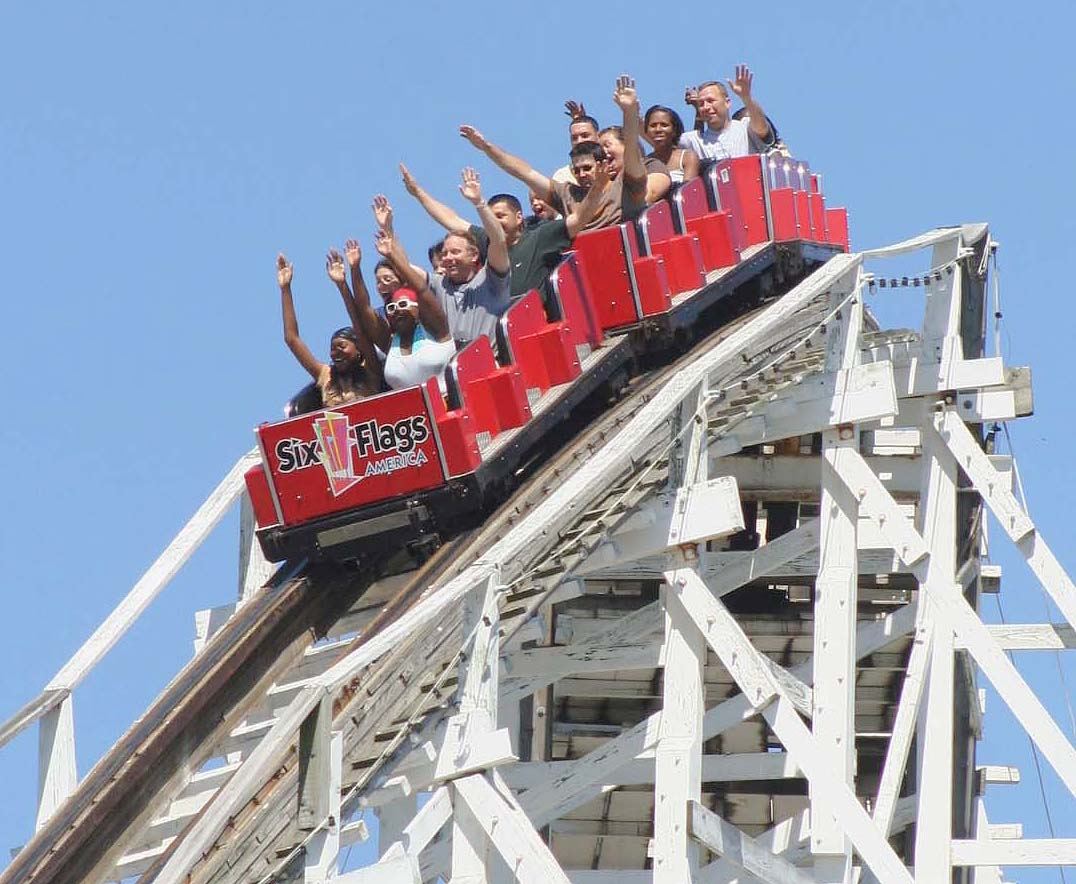
Wild One heute in Six Flags America, 1917 von John A. Miller entworfen und im Paragon Park, Hull, Massachusetts als Giant Coaster eröffnet

John A. Miller (* 1872 in Homewood, Illinois; † 24. Juni 1941 Houston, Texas, geboren als August John Mueller) war ein US-amerikanischer Erfinder,  Achterbahndesigner und -konstrukteur. Bekannt wurde er durch viele Erfindungen, die bis heute im Achterbahnbau eine wichtige Rolle spielen; wie die Rückrollsicherung oder die Underfriction Wheels – Räder, die die Wagen von unten auf den Schienen festhalten. Er konnte sich im Bereich der Achterbahntechnik und -sicherheit mehr als 100 Patente sichern und war am Bau von mehr als 130 Achterbahnen beteiligt. Oft wird er als „Thomas Edison der Achterbahn“ bezeichnet.

## Biografie
Im Alter von 19 Jahren begann Miller, bei der Firma des Achterbahnpioniers LaMarcus Adna Thompson zu arbeiten und wurde dort nach kurzer Zeit der leitende Techniker. Gemeinsam entwickelten Thomson und Miller die Achterbahn weiter und meldeten eine Reihe von Patenten an. Ab 1911 entwarf Miller als Berater für die Philadelphia Toboggan Company etwa 15 Achterbahnen.
1920 gründete Miller gemeinsam mit Harry C. Baker, einem erfolgreichen Bauunternehmer, der sich auf den Bau von Achterbahnen spezialisiert hatte, die Miller and Baker, Inc. In dieser Zeit baute die Firma mehr als 40 Achterbahnen. Darunter neue Entwicklungen wie die Dip-Lo-Docus genannten Achterbahnen mit drehenden Wagen. Bereits 1923 trennten sich die beiden wieder und arbeiteten mit ihren eigenen Firmen weiter. Harry Bakers Gesellschaft baute unter anderem 1927 den berühmten Cyclone in Coney Island. Miller gründete die John A. Miller Company, Inc.
Gegen Ende der 1920er Jahre ging Miller erneut eine Partnerschaft ein. Gemeinsam mit Norman Bartlett wurden die Flying Turns entwickelt, ein Bobbahn-ähnlicher Achterbahntyp, dessen Fahrzeuge nicht auf Schienen fahren, sondern mit Gummirädern in einer aus Holz gefertigten Rinne. Die erste Bahn dieser Art eröffnete 1929 im Lakeside Park in Dayton. Aufgrund der Weltwirtschaftskrise ging die gemeinsame Firma 1932 bankrott. Bartlett konnte nachfolgend noch einige Flying Turns bauen.
Zu Millers späteren Jahren ist wenig bekannt. 1936 erbaute er zwei Tripple Racer, Racing Coaster mit drei Spuren, in Dallas und Louisville. Viel Zeit verbrachte er zu Ende der 1930er Jahre in Mexiko. Er starb während der Planung einer Achterbahn für Houston (Texas) am 24. Juni 1941.

Schematische Darstellung einer Holzachterbahnschiene mit Fahrwerk
1: Laufrad, 2: Sidefriction Wheel, 3: Underfriction Wheel, 4: Schiene mit Metallauflagen (rot), 5: Wagen
Nach Design von John A. Miller, 1919, US Pat. 1319888

## Erfindungen
Als wichtigste Erfindung Millers gelten die 1919 patentierten Underfriction wheels. Durch diese unter die Schiene greifenden Räder werden die Wagen der Achterbahn fest auf der Fahrstrecke gehalten. Dadurch wurde es möglich, steilere Abfahrten, Hügel mit mehr Airtime und stärker geneigte Kurven als bei nur seitlich geführten (Side Friction) Achterbahnen zu konstruieren und ermöglichte die Entwicklung moderner Achterbahnen. Bis heute werden bei den meisten Achterbahnen Fahrwerke verwendet, die auf dieser Erfindung basieren, bei Holzachterbahnen hat sich die Fahrwerks- und Schienenkonstruktion seitdem kaum noch verändert.

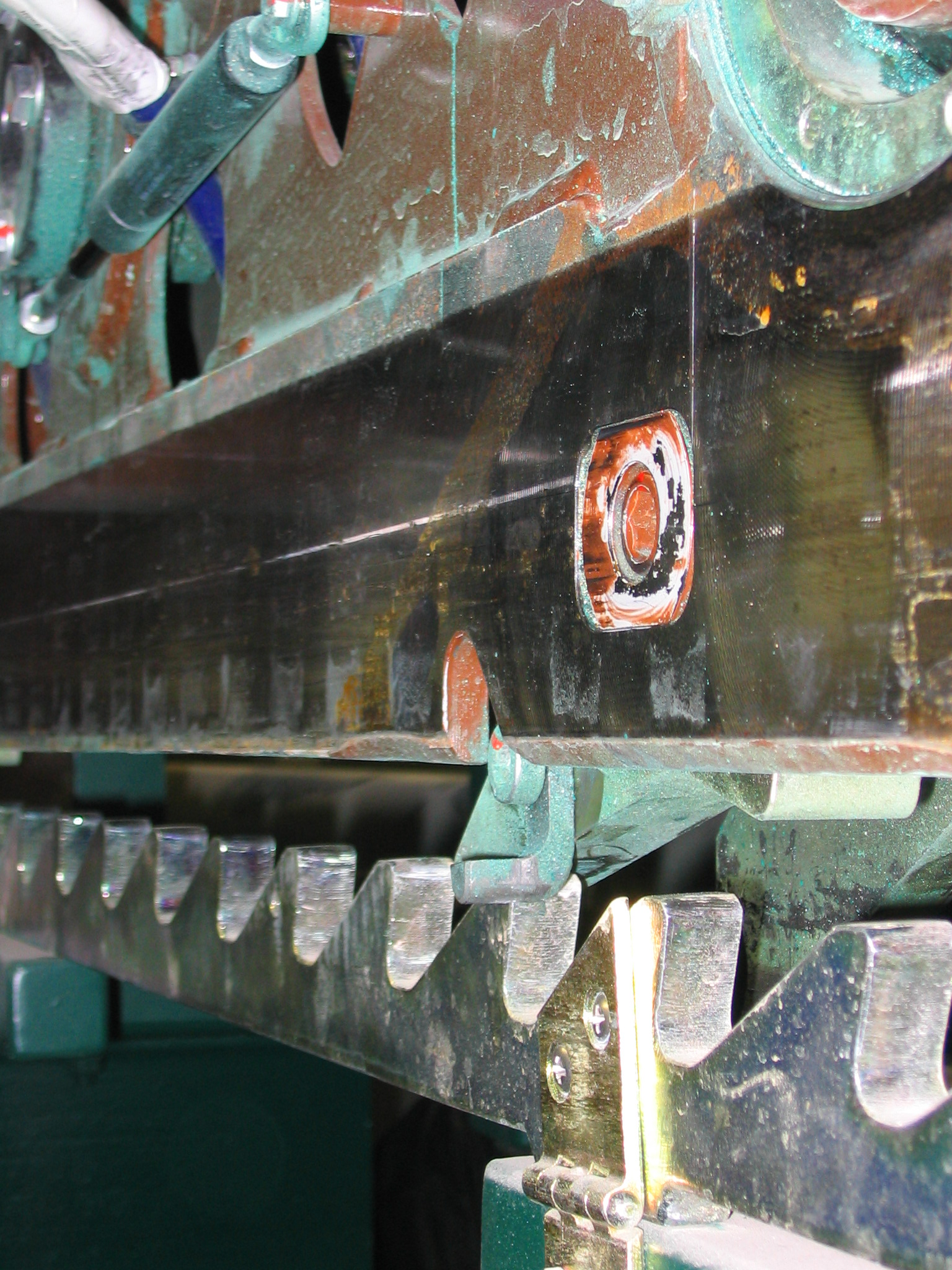
Moderne Rückrollsicherung an einem Achterbahnwagen von Gerstlauer

Bereits 1910 patentierte Miller den Safety chain dog, einen einfachen Metallriegel, der bei Reißen der Antriebskette des Lifthills das Zurückrollen der Wagen verhindert, indem er in Rasten auf der schrägen Ebene greift. Durch diese Sicherung wird das typische „Klackern“ beim Hinaufziehen der Wagen vieler Achterbahnen ausgelöst.
Weiterhin patentierte Miller diverse Typen von Achterbahnwagen und -zügen, Bremsvorrichtungen, Sicherheitsbügel und Bautypen von Achterbahnen. Zudem hielt er auch ein Patent für einen Riesenradtyp mit auf Schienen rollenden Gondeln, der aber niemals realisiert wurde.

## Achterbahnen
Heute sind nur noch neun der über 130 unter Beteiligung von Miller gebauten Bahnen in Betrieb:
| Name                         | Park                     | Eröffnet |
| ---------------------------- | ------------------------ | -------- |
| Big Dipper                   | Pleasure Beach Blackpool | 1923     |
| Classic Coaster              | Washington State Fair    | 1935     |
| Jack Rabbit                  | Kennywood                | 1920     |
| Jack Rabbit                  | Seabreeze Amusement Park | 1920     |
| Legend                       | Arnolds Park             | 1930     |
| Racer                        | Kennywood                | 1927     |
| Roller Coaster               | Lagoon                   | 1921     |
| The Wild One (Giant Coaster) | Six Flags America        | 1917     |
| Zippin Pippin                | Bay Beach Amusement Park | 1912     |